# Грэйс, Дэвид
Дэ́вид Грэйс (англ. David Grace, род. 5 мая 1985) — английский профессиональный игрок в снукер. Дэвид в своё время добился немалых успехов на юниорской и любительской аренах (в частности, был чемпионом Англии в 2005 и 2008 и чемпионом Pontin’s under-19 в 2003-м годах). В 2008 Грэйс впервые попал в мэйн-тур благодаря победе на чемпионате Европы, но показал плохие результаты и не смог остаться в туре на следующий сезон, заняв 93-е место. В 2009 году на крупных спортивных состязаниях World Games Грэйс стал серебряным призёром в индивидуальной категории. В сезоне 2011/12 он снова играет в мэйн-туре благодаря победе на Q School.

## Достижения в карьере
- Чемпионат Англии среди любителей победитель — 2005, 2008
- Чемпионат Европы победитель — 2008[6]